# Tisková forma
Tisková deska pro ofsetový tisk musí být schopna vytvářet jak hydrofilní netisknoucí, tak hydrofobní tisknoucí prvky. Používají se kovové tiskové desky, a to z jednoho kovu, hlavně z hliníkové slitiny.
Díky vývoji makromolekulární chemie a rozvoji fotopolymerů jako nositelů hydrofobility na tiskové formě se používají převážně monometalické tiskové formy ovrstvené fotopolymery. Na tiskové desky je nanesena světlocitlivá vrstva, jejímž základním principem je fotopolymerní síťování, při kterém vznikají vazby mezi jednotlivými makromolekulami. Po osvitu se osvětlená strana stane nerozpustnou v rozpouštědle.
Současné tiskové desky jsou vyráběny převážně z hliníkové slitiny a jsou dodávány presenzibilované, tj. opatřené světlocitlivou vrstvou, která bývá převážně pozitivní.
V 90. letech 20. století se začaly uplatňovat systémy označované zkratkou CTP (computer to plate), vycházejí s původní přípravy tiskových desek analogovým způsobem, kdy se na kovovou desku připevnil filmový podklad, došlo k osvitu, vyvolání tiskové desky, sušení. Digitální technologie umožnily řídit osvit desky po jednotlivých bodech přímo, zářením laseru. Tím došlo ke značné úspoře energií i času při přípravě tiskových desek. Příprava tiskových desek metodou CTP v současné době převažuje.